# Falsobuntonia hayamii
Falsobuntonia hayamii is een mosselkreeftjessoort uit de familie van de Trachyleberididae. De wetenschappelijke naam van de soort is voor het eerst geldig gepubliceerd in 1935 door Howe & Chambers.